# 2 Girls 1 Cup
Hungry Bitches (en español: Zorras Hambrientas) es una película pornográfica brasileña de fetiche coprofílico producida por MFX Media. La película es más conocida como 2 Girls 1 Cup (2 Chicas 1 Copa), el cual es el nombre promocional que aparece en el tráiler de esta.
En la película aparece la interacción erótica de dos mujeres con escenas de defecación, coprofagia y vómitos mutuos. La canción «Lovers Theme» compuesta por Hervé Roy para la película Delirios de grandeza aparece durante el tráiler.
El tráiler de un minuto es un video viral conocido por su carácter impactante y por las reacciones que genera ante aquellos espectadores que nunca han presenciado una escena semejante. Hacia octubre de 2007, portales de vídeos como YouTube se inundaron con vídeos en los que se recogían las reacciones de personas al ver 2 Girls 1 Cup por primera vez.